# Jack Heid
John Sebastien "Jack" Heid (26 de junho de 1924 — 27 de maio de 1987) foi um ciclista olímpico estadunidense. Representou sua nação em dois eventos nos Jogos Olímpicos de Verão de 1948.